# Coscinia fumidaria
Coscinia fumidaria là một loài bướm đêm thuộc phân họ Arctiinae, họ Erebidae.